# Sein bester Freund (1929)
Sein bester Freund ist ein später deutscher Stummfilm aus dem Jahre 1929 von und mit Harry Piel.

## Handlung
Harry Peters ist ein Hundezüchter, der seine Tiere über alles liebt. Um mit seinen Tieren Geld verdienen zu können, bemüht er sich um eine Anstellung bei einer Wachgesellschaft, deren Chef aber nicht gerade großes Interesse zeigt. Harrys Chance kommt in dem Moment, in dem die Hochzeit der Tochter eines vermögenden Fabrikanten ausgerichtet werden soll. Die Sicherheitsfirma bekommt den Auftrag, die wertvollen Hochzeitsgeschenke, vor allem aber ein kostbares Diadem vor etwaigen Langfingern zu sichern. Harry würde gern an diesem Auftrag mitwirken, man lässt ihn jedoch nicht. Da Peters zeigen will, was er kann, beteiligt er sich mit seinen Hunden auf eigene Faust.
Harry ahnt, dass irgendetwas nicht stimmt, als er die Hausdame des reichen Fabrikanten erkennt: mit ihr hatte er einst eine ebenso denkwürdige wie merkwürdige Begegnung, als jene Unbekannte nach einem Abenteuer mit Harry vor ihrer eigenen Villa überfallen wurde. Auch in dem Haushofmeister erkennt Harry eine Person von früher, die seiner Meinung nach etwas auf dem Kerbholz hat. Harrys Hund „Greif“ erweist sich aber als sein bester Freund, wie der Titel schon ankündigt, und gemeinsam mit ihm kann er den Raubzug des Ganoven abwehren. Am Ende bekommt Harry eine Belohnung, den Vertrag mit der Wachgesellschaft und die reizende Helga Schott, die sich in ihn verliebt hat.

## Produktionsnotizen
Sein bester Freund, auch bekannt mit dem Untertitel Ein Abenteuer mit 15 Hunden, entstand Mitte 1929 in Staaken (Atelieraufnahmen) und Berlin-Tegel (Außenaufnahmen), passierte am 11. Oktober desselben Jahres die Filmzensur und wurde am 22. Oktober 1929 in Berlins Titania-Palast uraufgeführt. Der Film besaß eine Länge von 3198 Metern, verteilt auf zehn Akte.
Robert Neppach entwarf die Filmbauten, Rudolf Sieber arbeitete als Regieassistent. Rudolf Strobl war Aufnahmeleiter.
Harry Piel und Dary Holm waren miteinander verheiratet.
1936 drehte Piel einen weiteren Film namens Sein bester Freund. Aber obwohl dort sein Charakter erneut Harry Peters und dessen Hund wiederum Greif heißt, handelt es sich bei diesem Streifen nicht um Remake, sondern um eine gänzlich andere Geschichte.

## Kritiken
Die Österreichische Film-Zeitung schrieb: „Der Film ist in sofern neuartig, als Harry Piel diesmal weniger durch besonders halsbrecherische Sensationsleitungen die Aufmerksamkeit des Beschauers fesselt — er zeigt sich vielmehr als Künstler im Abrichten seiner Hunde, aber so gut und sympathisch wie in dieser Rolle war Harry Piel schon lange nicht.“